# 儒格10/22半自动步枪
儒格10/22（英語：Ruger 10/22）是由美国武器制造商斯特姆-儒格公司生产的一系列使用.22 LR凸缘底火子弹的半自动步枪。标准版的卡宾型10/22从1964年开始一直在连续生产，并且占据了凸缘底火步枪市场份额的八成以上，是有史以来最成功的凸缘底火步枪设计。现今为10/22生产部件的第三方厂家数量之众，以至于不用儒格原廠部件就可以组装出一支10/22。
1998年至2006年间，儒格还曾经生产使用.22 WMR子弹的大威力版10/22。 2004年儒格还推出过使用.17 HMR子弹的儒格10/17，但是仅两年后就停销了。

## 特点

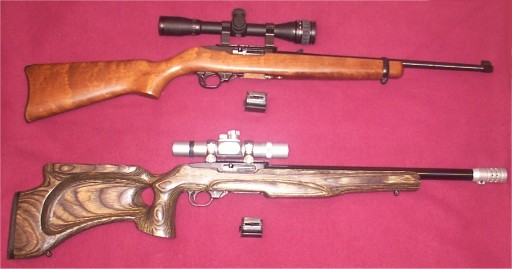
标准卡宾版的10/22和高度改造后的10/22

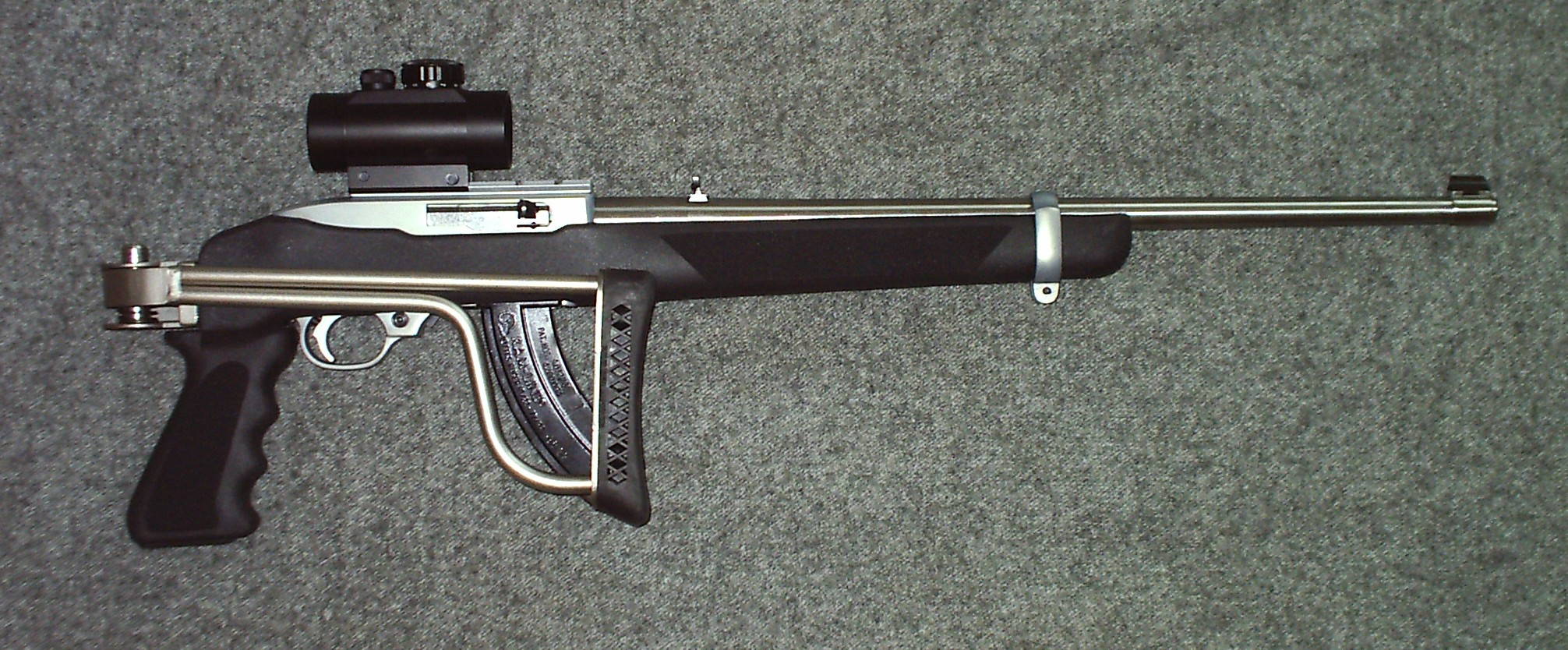
配有售后市场可折叠枪托和红点镜的不锈钢版的10/22

因为儒格10/22外形酷似使用.30弹的老式军用M1卡宾枪，加上使用方便、后坐力小、弹药便宜，特别适合初学者打靶和狩猎使用，使其从发行一开始就备受欢迎，成了基本上所有枪民至少人手一把的国民步枪。其经久不衰的人气导致售后市场的各类改装部件层出不穷，使得10/22成为有史以来最能被个性化改造的枪械之一。第三方制造商还会用各种高端指标的部件生产各种10/22的“克隆”型号。
10/22的枪管是用两个螺钉穿过特殊的V型槽块固定在机匣上的，拆装枪管非常容易，加上其他部件的设计较为简单，普通人只需用螺丝刀、六角扳手和冲棒就能自己更换枪械部件，不需要找枪匠。

## 弹匣

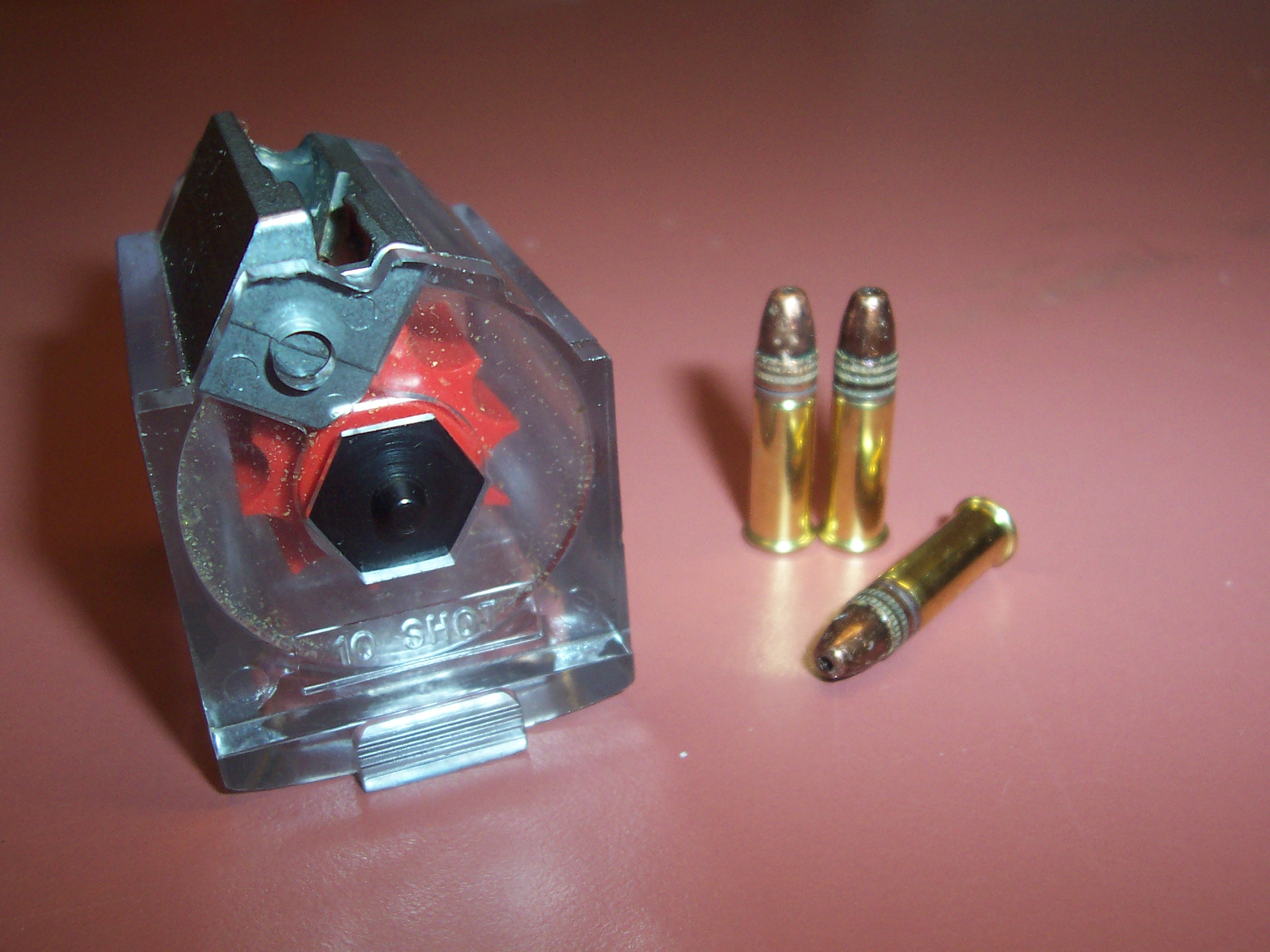
“40年纪念版”的BX-1CLR透明弹匣

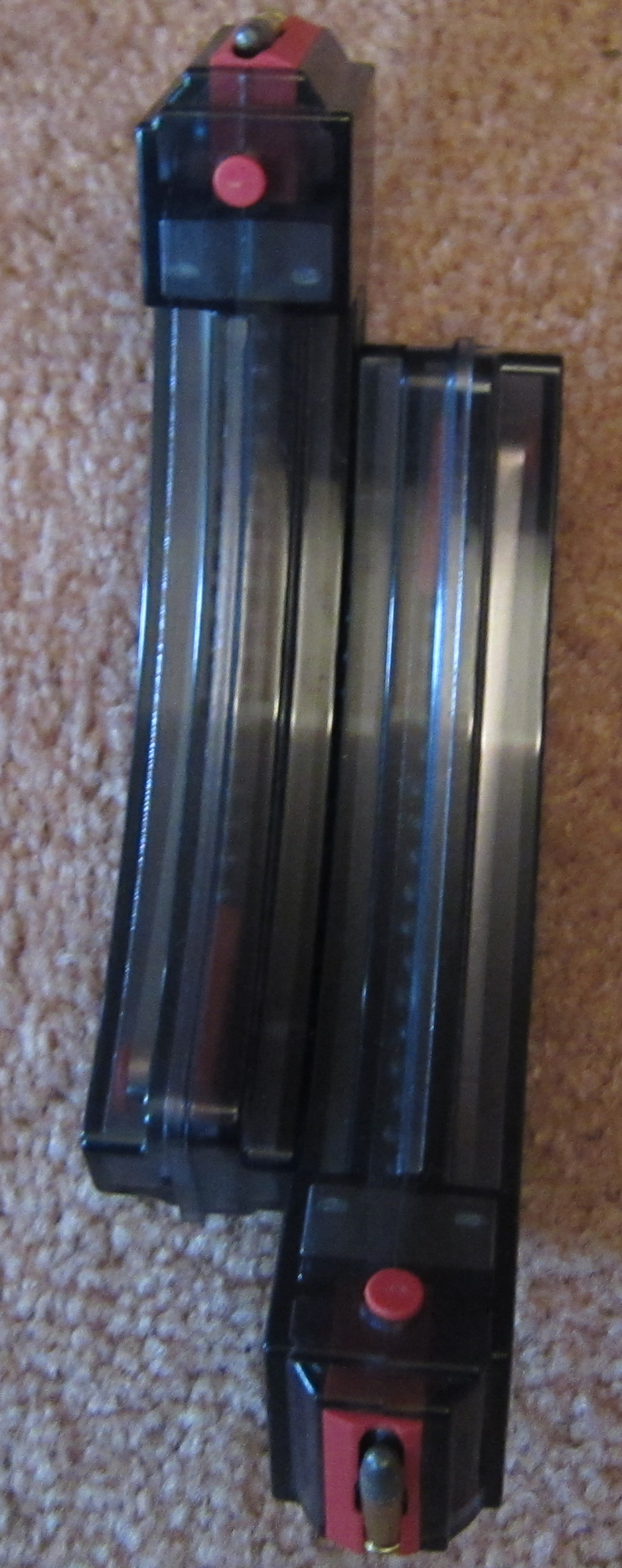
两个并联的25发弹匣

供儒格10/22使用的弹匣种类很多。标准的原厂10/22通常配有10发容量、黑色聚合物材料的BX-1旋转式弹匣，而儒格还在2007年推出了透明聚碳酸酯材料的BX-1CLR弹匣，以及单发的训练弹匣和5发容量版本的弹匣（因为一些州法律限制弹匣容量）。2011年，儒格推出了25发容量的BX-25和15发容量的BX-15盒式弹匣。售后市场上则推出了25发、30发和50发容量的合适弹匣、50发容量的泪珠形旋转弹匣, 以及50发和110发容量的弹鼓。
标准的BX-1旋转弹匣使用一个齿轮状的托弹板来储蓄子弹，而不是像盒式弹匣那样堆积排列。这种设计使得弹匣外形非常紧凑，能够在插入枪内后不凸出碍事，而且因为托弹版是利用弹簧扭力产生托力，供弹力度也可以根据使用者喜好进行细微调整。因为10/22旋转弹匣的可靠性经历了多年来的市场验证，使得儒格新上市的“美国人”系列凸缘底火栓动步枪以及借鉴10/22机匣模式的PWS/VQ Summit直拉式步枪也都使用此类弹匣。就连儒格的竞争对手萨维奇武器公司也在其新上市的A系列和B系列凸缘底火步枪上推出了形似BX-1的旋转弹匣。
并不是所有的10/22都能相互通用。儒格提供的说明书中明确表明10/22的弹匣不能用来装配.22 WMR、.22 Short、.22 Long等子弹，.22 LR子弹也不能装配到.22 WMR版的10/22弹匣中，否则会出现运作和安全问题。

## 现有系列型号
- 卡宾型（Carbine）
- 可拆型（Takedown）
  - 轻量可拆型（Takedown Lite）
- 轻量射靶型（Target Lite）
- 精简型（Compact）
- 战术型（Tactical）
- 运动型（Sporter）
- 竞赛型（Competition）

## 使用國家
- 以色列
  - 以色列國防軍（用作防暴武器）